# NGC 173
NGC 173 est une vaste galaxie spirale située dans la constellation de la Baleine. NGC 173 a été découverte par l'astronome germano-britannique William Herschel en 1790.

## Caractéristiques
Sa vitesse par rapport au fond diffus cosmologique est de 4 021 ± 24 km/s, ce qui correspond à une distance de Hubble de 59,3 ± 4,2 Mpc (∼193 millions d'al).
À ce jour, cinq mesures non basées sur le décalage vers le rouge (redshift) donnent une distance de 57,660 ± 24,191 Mpc (∼188 millions d'al), ce qui est à l'intérieur des valeurs de la distance de Hubble.
La classe de luminosité de NGC 173 est III et elle présente une large raie HI.
En raison d'une brillance de surface égale à 15,30 mag/am2, on peut qualifier NGC 173 de galaxie à faible brillance de surface (LSB en anglais pour low surface brightness). Les galaxies LSB sont des galaxies diffuses (D) avec une brillance de surface inférieure de moins d'une magnitude à celle du ciel nocturne ambiant.

## Groupe de NGC 192
NGC 173 fait partie du groupe de NGC 192. Ce groupe de galaxies comprend au  moins 5 autres galaxies : NGC 192,  NGC 196, NGC 197, NGC 201 et NGC 237. Quatre des galaxies de ce groupe (NGC 192, NGC 196, NGC 197 et NGC 201) font aussi partie du groupe compact de Hickson HCG 7.